# مجلس الدفاع الوطني (مصر)
مجلس الدفاع الوطني المصري هو المجلس المكلف بالنظر في الشئون الخاصة بوسائل تأمين البلاد وسلامتها. يتكون المجلس برئاسة رئيس الجمهورية وعضوية كل من رئيس مجلس الوزراء ورئيس مجلس النواب ووزير الدفاع ووزير الخارجية وقادة الأفرع الرئيسية للقوات المسلحة.

## تشكيل المجلس
طبقا للقانون رقم 21 لسنة 2014 في شأن إنشاء مجلس الدفاع الوطني، الصادر في فبراير 2014 من قبل الرئيس المؤقت عدلي منصور، يشكل مجلس الدفاع الوطني المصري علي الوجه التالي:
- رئيس الجمهورية رئيسا.

وعضوية كل من:
- رئيس مجلس الوزراء.
- رئيس مجلس النواب.
- القائد العام للقوات المسلحة وزير الدفاع والإنتاج الحربي
- وزير الخارجية.
- وزير المالية.
- وزير الداخلية.
- رئيس المخابرات العامة.
- رئيس أركان حرب القوات المسلحة.
- قائد القوات البحرية.
- قائد القوات الجوية.
- قائد قوات الدفاع الجوي.
- رئيس هيئة عمليات القوات المسلحة.
- مدير إدارة المخابرات الحربية والاستطلاع.

ولرئيس الجمهورية أن يدعو من يرى من المختصين والخبراء لحضور اجتماع المجلس دون ان يكون لهم صوت معدود.

## انعقاد المجلس
يدعو رئيس الجمهورية المجلس للانعقاد مرة كل ثلاثة أشهر، كلما دعت الضرورة ذلك، ويحدد في الدعوة مكان الانعقاد، ولا يكون انعقاد المجلس صحيحا إلا بحضور اثنى عشر عضوا من أعضائه. وفي حالة قيام الحرب أو اعلان التعبئة العامة، يعتبر المجلس منعقدا بصفة مستمرة، وتكون مداولات المجلس سرية، وتصدر قراراته بأغلبية أصوات الأعضاء الحاضرين، وعند التساوي يرجح الجانب الذي منه الرئيس.

## اختصاصات المجلس
- النظر في الشئون الخاصة بوسائل تأمين البلاد وسلامتها.
- تحديد الهدف السياسي العسكري.
- اقرار وثيقة السياسة العسكرية وتنسيقها مع كافة السياسات التخصصية خاصة الخارجية.
- إصدار التوجيه السياسي العسكري.
- دراسة مسائل الدفاع عن الدولة وحالة الإستعداد القتالي للقوات المسلحة بما يحقق الأهداف السياسية للدولة.
- تنسيق جهود كافة الأجهزة الحكومية والسياسية لصالح الدفاع عن الدولة.
- دراسة آليات توفير الموارد من المواد الخام والأغذية للإمداد المستمر للقوات المسلحة.
- تحديد شكل الحماية المدنية وتكوينها ودراسة اجراءات إعداد الدولة والشعب للدفاع ضد العدوان.
- دراسة وإعداد مشروعات المعاهدات والإتفاقيات المتعلقة بالشئون العسكرية والأمن القومي وكذا التدابير المتعلقة بتقوية التعاون العسكري بين الدول العربية.
- مناقشة موازنة القوات المسلحة.

ويجب أخذ رأي المجلس في مشروعات القوانين المتعلقة بالقوات المسلحة، كما يجب أخذ رأيه في إعلان الحرب أو إرسال القوات المسلحة في مهمة قتالية إلى خارج حدود الدولة.
وإذا كان مجلس النواب غير قائم فيجب موافقة مجلس الدفاع الوطني على إعلان الحرب أو إرسال القوات المسلحة في مهمة قتالية إلى خارج حدود الدولة.

## التشريعات المنظمة

### القوانين
- قانون رقم 124 لسنة 2015.[1]
- قانون رقم 21 لسنة 2014.[2]
- قانون رقم 86 لسنة 1968.[3]
- قانون رقم 4 لسنة 1968 في شأن القيادة والسيطرة على شئون الدفاع عن الدولة وعلى القوات المسلحة وتعديلاته.[4]
- قانون رقم 133 لسنة 1962.[5]
- قانون رقم 178 لسنة 1957.[6]

### القرارات
- قرار رئيس الجمهورية رقم 512 لسنة 2016 بشأن تعديل بعض أحكام قرار رئيس الجمهورية رقم 233 لسنة 2014.[7]
- قرار رئيس الجمهورية رقم 557 لسنة 2015 بشأن تعديل بعض أحكام قرار رئيس الجمهورية رقم 233 لسنة 2014.[8]
- قرار رئيس الجمهورية رقم 233 لسنة 2014 بشأن تنظيم الأمانة العامة لمجلس الدفاع الوطني.[9]
- قرار رئيس الجمهورية رقم 348 لسنة 2012 بشأن تشكيل مجلس الدفاع الوطني.[10]